# افرايم لويس
افرايم لويس (بالإنجليزية: Ephraim Lewis)‏ هو مغن مؤلف بريطاني، ولد في 1968 في ولفرهامبتن في المملكة المتحدة، وتوفي في 18 مارس 1994 في لوس أنجلوس في الولايات المتحدة بسبب سقوط.

## وصلات خارجية
- افرايم لويس على موقع ميوزك برينز (الإنجليزية)
- افرايم لويس على موقع ديسكوغز (الإنجليزية)